# Équipe d'Algérie de football à la Coupe d'Afrique des nations 1998
Cet article relate le parcours de l’Équipe d'Algérie de football lors de la Coupe d'Afrique des nations de football 1998 organisée au Burkina Faso du 7 février 1998 au 28 février 1998.

## Effectif
| N° | Pos | Nom                   | Date de naissance | Sélections | Buts | Club              |
| -- | --- | --------------------- | ----------------- | ---------- | ---- | ----------------- |
| 16 | GB  | Omar Hamened          | 7 février 1969    | 0          | 0    | MC Alger          |
| 1  | GB  | Abdesslam Benabdellah | 12 janvier 1964   | 0          | 0    | Wydad Casablanca  |
| 22 | GB  | Sid Ahmed Mahrez      | 15 décembre 1970  | 0          | 0    | JS Kabylie        |
|    |     |                       |                   |            |      |                   |
| 12 | DF  | Abdellatif Osmane     |                   | 0          | 0    | MC Oran           |
| 3  | DF  | Abdelazziz Benhamlat  | 22 mars 1974      | 0          | 0    | JS Kabylie        |
| 19 | DF  | Tarek Ghoul           | 6 janvier 1975    | 0          | 0    | USM Alger         |
| 2  | DF  | Fayçal Hamdani        | 13 juillet 1970   | 0          | 0    | USM Alger         |
| 14 | DF  | Kamel Habri           | 5 mars 1976       | 0          | 0    | WA Tlemcen        |
| 4  | DF  | Mahieddine Meftah     | 25 septembre 1968 | 0          | 0    | USM Alger         |
| 15 | DF  | Ali Dahleb            | 25 août 1969      | 0          | 0    | WA Tlemcen        |
| 5  | DF  | Mounir Zeghdoud       | 18 novembre 1970  | 0          | 0    | USM Alger         |
|    |     |                       |                   |            |      |                   |
| 18 | ML  | Billal Zouani         | 11 décembre 1969  | 0          | 0    | USM Blida         |
| 6  | ML  | Billel Dziri          | 21 janvier 1972   | 0          | 0    | USM Alger         |
| 20 | ML  | Salem Harchèche       | 24 juillet 1972   |            |      | FC Martigues      |
| 8  | ML  | Moussa Saïb           | 6 mars 1969       | 0          | 0    | Tottenham Hotspur |
| 13 | ML  | Cheïkh Benzerga       | 18 novembre 1972  | 0          | 0    | MC Oran           |
| 9  | ML  | Ishak Ali Moussa      | 27 décembre 1970  | 0          | 0    | CR Belcourt       |
|    |     |                       |                   |            |      |                   |
| 11 | AT  | Kamel Kaci-Saïd       | 13 décembre 1967  | 0          | 0    | AS Cannes         |
| 7  | AT  | Lakhdar Adjali        | 18 juillet 1972   | 0          | 0    | FC Martigues      |
| 17 | AT  | Sid-Ahmed Benamara    | 9 juillet 1973    | 0          | 0    | MC Oran           |
| 21 | AT  | Kheireddine Kherris   | 8 mai 1973        | 0          | 0    | WA Tlemcen        |
| 10 | ML  | Abdelhafid Tasfaout   | 11 février 1969   | 0          | 0    | En Avant Guingamp |

## Phase qualificative

### Groupe 2
| R  | Équipe        | J | V | N | P | Buts | Bp | Bc | Pts |
| -- | ------------- | - | - | - | - | ---- | -- | -- | --- |
| 1. | Côte d'Ivoire | 6 | 4 | 1 | 1 | 10   | 8  | +2 | 13  |
| 2. | Algérie       | 6 | 3 | 1 | 2 | 9    | 5  | +4 | 10  |
| 3. | Mali          | 6 | 3 | 0 | 3 | 9    | 9  | 0  | 9   |
| 4. | Bénin         | 6 | 0 | 2 | 4 | 3    | 9  | -6 | 2   |

| 06.10.1996 | Alger   | Algérie       | – | Côte d'Ivoire | 4-1 |
| 26.01.1997 | Bamako  | Mali          | – | Algérie       | 1-0 |
| 23.02.1997 | Cotonou | Bénin         | – | Algérie       | 1-1 |
| 22.06.1997 | Bouaké  | Côte d'Ivoire | – | Algérie       | 2-1 |
| 13.07.1997 | Alger   | Algérie       | – | Mali          | 1-0 |
| 27.07.1997 | Alger   | Algérie       | – | Bénin         | 2-0 |

## Phase Finale

### 1ertour

#### Groupe A
| 8 février 1998 | Algérie | 0 – 1 | Guinée     | Stade Municipal, Ouagadougou                  |                                               |
| 20:30          |         |       | 19e Oularé | Spectateurs : 3 000 Arbitrage : Lim Kee Chong | Spectateurs : 3 000 Arbitrage : Lim Kee Chong |

| 11 février 1998 | Burkina Faso                         | 2 – 1 | Algérie         | Stade du 4-Août, Ouagadougou                              |                                                           |
| 20:00           | K. Ouédraogo 65e (pen.) · Traoré 77e |       | 82e (pen.) Saïb | Spectateurs : 35 000 Arbitrage : Pierre Alain Mounguengui | Spectateurs : 35 000 Arbitrage : Pierre Alain Mounguengui |

| 15 février 1998 | Cameroun             | 2 – 1 | Algérie   | Stade Municipal, Ouagadougou                |                                             |
| 16:00           | Job 47e · Tchami 65e |       | 40e Dziri | Spectateurs : 1 000 Arbitrage : Kine Tibebu | Spectateurs : 1 000 Arbitrage : Kine Tibebu |

| Place | Club         | Pts | J | V | N | D | Buts + | Buts - | Diff. |
| 1er   | Cameroun     | 7   | 3 | 2 | 1 | 0 | 5      | 3      | +2    |
| 2e    | Burkina Faso | 6   | 3 | 2 | 0 | 1 | 3      | 2      | +1    |
| 3e    | Guinée       | 4   | 3 | 1 | 1 | 1 | 3      | 3      | 0     |
| 4e    | Algérie      | 0   | 3 | 0 | 0 | 3 | 2      | 5      | -3    |

## Podium final
|                            | Égypte                      |
|                            | Médaille d'or, Afrique      |
| Afrique du Sud             |                             |
| Médaille d'argent, Afrique | RD Congo                    |
| Médaille d'argent, Afrique | Médaille de bronze, Afrique |

## Meilleurs buteurs de l'équipe
- 1 but
  - Moussa Saib
  - Billel Dziri